# Comté de Jones (Iowa)
Pour les articles homonymes, voir Comté de Jones.
Le comté de Jones est un comté de l'État de l'Iowa, aux États-Unis.